# Penningmarknadscentralen
Penningmarknadscentralen, PmC, var ett försök att utveckla ett centralt administrativt system för den svenska penningmarknaden. Arbetet bedrevs i projektform av företaget PenningmarknadsCentralen PmC AB som på initiativ av Riksbanken bildades i oktober 1988 med syfte att på ett konkurrensneutralt sätt minimera de administrativa risker och problem som följer av en omfattande handel på penningmarknaden. Projektet finansierades genom att marknadens aktörer (Riksbanken, Riksgäldskontoret, Allmänna Pensionsfonden, Konungariket Sveriges Stadshypotekskassa, försäkringsbolag, banker och fondkommissionsbolag) kontinuerligt försåg företaget med erforderligt kapital. Finansiärerna var också delägare i företaget. Systemet sattes aldrig i produktion utan beslut om företagets avveckling fattades på bolagsstämman den 30 september 1991.[källa behövs] Projektet/företaget hade då förbrukat flera hundra miljoner SEK i utvecklingskostnader under drygt tre år.
Ett av syftena med systemet var att öka konkurrensneutraliteten mellan marknadens aktörer då affärsbankerna ansågs ha stora fördelar jämfört med mindre konkurrenter. Finansiellt ansvar för eventuella fel (såväl temporära som permanenta) i avstämningar skulle tas av alla ägare gemensamt med Riksbanken som "lender of last resort".
Till en början skulle systemet endast omfatta statsskuldväxlar men efterhand skulle mindre säkra papper tillföras.
1993 genomfördes ett andra försök att bygga upp Penningmarknadscentralen för att modernisera förvaring och avveckling av bland annat statspapper, som dock även det misslyckades. Under 1993 överfördes istället hanteringen av statspapper till Värdepapperscentralen (VPC) som sedan tidigare hanterat aktier elektroniskt.
En särskild lag infördes om penningmarknadskonton hos Penningmarknadscentralen, Lagen om penningmarknadskonton. Lagen trädde i kraft i maj 1991 och upphävdes i december 1992.
Verkställande direktör för PmC AB under perioden 1988–1991 var Lars Aspling.